# جان بيار غارنييه
جان بيار غارنييه (بالفرنسية: Jean-Pierre Garnier)‏ هو شخصية أعمال فرنسي، ولد في 1 أكتوبر 1947 في لو مان في فرنسا.

## وصلات خارجية
- جان بيار غارنييه على موقع الموسوعة البريطانية (الإنجليزية)
- جان بيار غارنييه على موقع مونزينجر (الألمانية)
- جان بيار غارنييه على موقع إن إن دي بي (الإنجليزية)